# Rischio sicuro
Rischio sicuro (Security Risk) è un film del 1954 diretto da Harold D. Schuster.
È un film di spionaggio drammatico statunitense sullo sfondo della guerra fredda con John Ireland, Dorothy Malone e Keith Larsen.

## Trama
Uno scienziato americano viene assassinato dal proprio assistente, intenzionato a vendere le sue scoperte allo spionaggio russo.

## Produzione
Il film, diretto da Harold D. Schuster su una sceneggiatura di John Rich e Jo Pagano con il soggetto dello stesso Rich, fu prodotto da William F. Broidy per la William F. Broidy Pictures Corporation e girato a Big Bear City, San Bernardino National Forest, California, da metà aprile 1954.
Il titolo di lavorazione fu Wanted by the F.B.I.. L'allora direttore dell'FBI, J. Edgar Hoover, inviò una missiva al produttore Broidy affinché cambiasse alcuni particolari del film prima della sua uscita. Fra questi vi erano alcune procedure degli agenti dell'FBI descritte nel film (tra cui le intercettazioni registrate su nastro) e il titolo Wanted by the F.B.I. (che poi fu cambiato in quello definitivo).

## Distribuzione
Il film fu distribuito con il titolo Security Risk negli Stati Uniti dall'8 agosto 1954 dalla Allied Artists Pictures. È stato distribuito anche in Italia con il titolo Rischio sicuro.

## Promozione
Le tagline sono:
- "HIGH ADVENTURE as the F.B.I. combats high treason! ".
- "Inside Story Behind The Headlines of NATION'S DEADLIEST MENACE! ".
- "TOP SECRET OPERATIONS OF INVISIBLE ENEMY BLASTED BY F.B.I.! (original poster - all caps) ".